# Мілль-Лак (округ, Міннесота)
Шаблон:StateAbbr_ 45°56′ пн. ш. 93°38′ зх. д. / 45.93° пн. ш. 93.63° зх. д.
Округ Мілль-Лак (англ. Mille Lacs County) — округ (графство) у штаті Міннесота, США. Ідентифікатор округу 27095.

## Історія
Округ утворений 1857 року.

## Демографія
За даними перепису
2000 року
загальне населення округу становило 22330 осіб, зокрема міського населення було 3967, а сільського — 18363.
Серед мешканців округу чоловіків було 11052, а жінок — 11278. В окрузі було 8638 домогосподарств, 6006 родин, які мешкали в 10467 будинках.
Середній розмір родини становив 3,03.
Віковий розподіл населення поданий у таблиці:
| Стать    | До 15 років | 15-21 | 22-29 | 30-39 | 40-49 | 50-65 | 65-85 | Понад 85 |
| -------- | ----------- | ----- | ----- | ----- | ----- | ----- | ----- | -------- |
| Чоловіки | 2407        | 1217  | 896   | 1592  | 1676  | 1707  | 1404  | 153      |
| Жінки    | 2415        | 1036  | 863   | 1507  | 1658  | 1754  | 1652  | 393      |

## Суміжні округи
- Ейткін — північ
- Канабек — північний схід
- Ісанті — південний схід
- Шерберн — південь
- Бентон — південний захід
- Моррісон — захід
- Кроу-Вінг — північний захід

## Виноски
1. ↑  US Decennial Census. US Census Bureau. Архів оригіналу за 12 травня 2015. Процитовано 21 жовтня 2014.
2. ↑  Historical Census Browser. University of Virginia Library. Архів оригіналу за 1 вересня 2019. Процитовано 21 жовтня 2014.
3. ↑  Population of Counties by Decennial Census: 1900 to 1990. US Census Bureau. Архів оригіналу за 4 серпня 2014. Процитовано 21 жовтня 2014.
4. ↑  Census 2000 PHC-T-4. Ranking Tables for Counties: 1990 and 2000 (PDF). US Census Bureau. Архів оригіналу (PDF) за 6 вересня 2019. Процитовано 21 жовтня 2014.
5. ↑  State & County QuickFacts. Бюро перепису населення США. Архів оригіналу за 7 червня 2011. Процитовано 1 вересня 2013.(англ.) Наведено за англійською вікіпедією.
6. ↑  American FactFinder. Бюро перепису населення США. Архів оригіналу за 26 лютого 2012. Процитовано 31 січня 2008.

| США | Це незавершена стаття з географії США. Ви можете допомогти проєкту, виправивши або дописавши її. |